# Elo Hansen
Elo Hansen er en pensioneret badmintonspiller fra Danmark, der vandt internationale titler i alle tre begivenheder (single, doubler og mixed doubler) fra slutningen af 1960'erne til midten af 1970'erne.